# Miro Jennerjahn

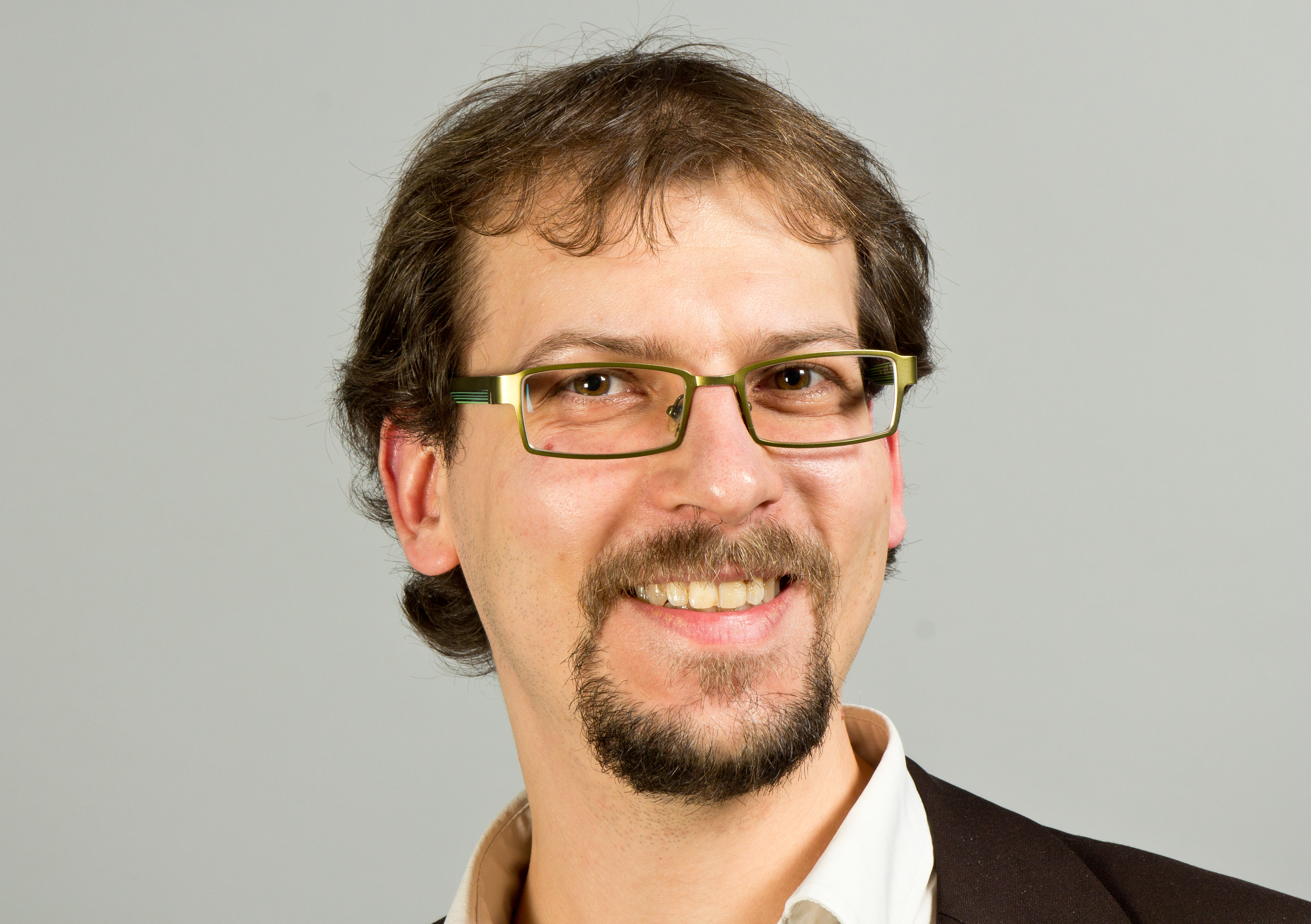
Miro Jennerjahn, 2013

Miro Jennerjahn (* 31. März 1979 in Berlin) ist ein deutscher Politiker (Bündnis 90/Die Grünen). Von 2009 bis 2014 war er Abgeordneter des Sächsischen Landtags.

## Biographie
Nach Ablegen des Abiturs an der Wald-Oberschule Berlin-Charlottenburg studierte Jennerjahn von 1998 bis 2005 am
Otto-Suhr-Institut der Freien Universität Berlin Politikwissenschaften. Sein Studium schloss er mit Diplom ab. 

## Politik
Von Mai 2006 bis August 2009 fungierte er als Projektkoordinator im Netzwerk für Demokratische Kultur e.V. im sächsischen Wurzen. Seit 2007 gehört er der Partei Bündnis 90/Die Grünen an. Seit März 2008 bekleidet er das Amt des Sprechers des Kreisverbandes im Landkreis Leipzig und arbeitet in der AG Rechtsextremismus mit. Bei der Landtagswahl 2009 zog er über die Landesliste der Grünen in den Sächsischen Landtag ein. Er war von April 2012 bis 2014 eines von 19 Mitgliedern des sächsischen NSU-Untersuchungsausschusses „Neonazistische Terrornetzwerke in Sachsen“.
Bei der Landtagswahl 2014 verpasste er den Wiedereinzug in den Landtag.

## Werke
- Neue Rechte und Heidentum. Zur Funktionalität eines ideologischen Konstrukts. Europäische Hochschulschriften, Reihe XXXI Politikwissenschaft, Band 525; Peter Lang Europäischer Verlag der Wissenschaften, Frankfurt am Main 2006, ISBN 3-631-54826-5 (zugl. Diplomarbeit, Freie Universität Berlin 2005)